# Mas de Sarpa
El Mas de Sarpa és un mas situat al municipi de l'Ampolla a la comarca catalana del Baix Ebre.